# 木靖
木靖（1628年1月5日—1671年8月6日），字晓苍，号文明，纳西族名阿春阿俗（A-ch'un A-su），是丽江第二十一代土司，官拜丽江知府。
木靖是木懿的长子，为人谦和，自幼爱好读四书五经和写诗文，常手不释卷。木靖非常博学，并对学者非常尊敬，他曾将木府所藏的书籍木刻成册刊行。
1669年，木懿受到吴三桂的谗言被罢免丽江知府的官职，康熙帝接受云南布政使的奏请，任命木靖为新的丽江知府。但在敕书尚未到达丽江的时候木靖便逝世了。
木靖无子，收弟弟木櫾的儿子木尧为养子。木靖死后，清廷任命木尧为新的丽江土司，但在木尧的奏请下，最终册封木櫾为新的土司。

## 家族
- 父：木懿
- 母：禄氏琯

- 妻：陶氏怡（景东土官陶玺之女）

- 养子：木尧（实父为木櫾）